# Surtal
Surtal ist ein Gemeindeteil der Gemeinde Surberg im Landkreis Traunstein in Oberbayern.

## Geographie
Das Dorf liegt nahe der Straße Traunstein–Freilassing (B304). Es hat 166 Einwohner  und liegt auf einer Höhe von 590 m ü. NHN.
Die namensgebende Bach Sur entspringt ca. 2 km südöstlich von Surberg und mündet letztendlich in der Nähe von Surheim an der deutsch-österreichischen Grenze in die Salzach.

## Geschichte
Am 3. Mai 1945 wurden kurz vor Kriegsende an einem Waldrand nahe Surberg (Wüstenreit) 61 Häftlinge eines Todesmarsches aus dem KZ Flossenbürg von ihren Wachmannschaften erschossen. Eine Gedenkstätte bei Surtal erinnert an das Massaker. Die größtenteils jüdischen Opfer ruhen auf dem Friedhof an der Gedenkstätte.
Der Ortsname Surtal selbst entstand erst in den 1970er Jahren, als die Gemeindeteile Maier, Sur, Gassen, Gottenbach, Stadeln, Weichetstein, Baumgarten und Buchmühle zusammengefasst wurden. Den Namen wählte man nach dem im Tal befindlichen Bach Sur.

## Sonstiges
Der 1906 gegründete Trachtenverein GTEV „Surtaler“ Lauter benannte sich ebenfalls nach diesem Tal.

## Sport
Neben einer Tennisanlage mit drei Tennisplätzen befindet sich in Surtal noch ein Sportheim mit einer Mehrzweckhalle und einem Fußballplatz. Beide Sportanlagen sind dem SV Surberg zugeordnet.